# Frauenwald
Frauenwald est une ancienne commune allemande de l'arrondissement d'Ilm, Land de Thuringe.

## Géographie
Au cœur de la forêt de Thuringe, Frauenwald se trouve entre les vallées de la Nahe et de la Schleuse, non loin du Rennsteig. Le point culminant est le Kalter Staudenkopf, avant le Großer Hundskopf.
| Schmiedefeld am Rennsteig | Stützerbach    | Langewiesen   |
| Suhl                      | Frauenwald     | Schleusegrund |
|                           | Nahetal-Waldau |               |

## Histoire
Selon une légende, en 1177, le comte Poppon VI d'Henneberg (de) s'égare dans la forêt. Un charbonnier le retrouve et l'amène sur la route entre Erfurt et Nuremberg. En remerciement, le charbonnier a droit à un vœu. Il demande une chapelle pour y faire sa prière. Le comte la fait construire sur une hauteur de la forêt. Elle est confiée à Kloster Veßra en 1218, date de la première mention de Frauenwald. Le monastère la confie à un prieuré de femmes, d'où le nom du village. Ce prieuré disparaît en 1520.
Le 23 juillet 1732, les exilés de Salzbourg viennent dans le village et repartent avec quatre seaux de bières accordés par Auguste II. Un incendie le 7 aout 1778 détruit l'école et le presbytère.
En 1831, on inaugure l'église construite selon les plans de Karl Friedrich Schinkel. 
Pendant la Seconde Guerre mondiale, 27 hommes principalement de l'Union soviétique sont prisonniers et contraints de travailler. Deux meurent d'épuisement, huit autres ont été abattus par l'armée allemande.
Durant la RDA, un bunker était le siège de la Stasi. En 2004, un musée s'ouvre.

## Jumelages
- Villebon (Eure-et-Loir) (France), depuis 1990.
- Liederbach am Taunus,  Hesse, depuis 1990.

## Sport
Frauenwald est un lieu important de course de chiens de traîneaux en Allemagne.

## Personnalités liées à la commune
- Adolf Scheidt (1870–1947), homme politique prussien.
- Wolfgang Scheidel (né en 1943), lugeur.
- Ronny Amm (né en 1977), pilote de rallye.